# آزاده موسوی
آزاده موسوی کارگردان، نویسنده و تهیه‌کننده اهل ایران و عضو هیئت رئیسه جشن مستقل سینمای مستند ایران،idi award، است. 

## تحصیلات
وی فارغ‌التحصیل کارشناسی کارگردانی سینما از دانشکده سینما و مهندسی کامپیوتر از دانشگاه آزاد تهران است.

## آثار
- کوتاه داستانی ماژور
- کوتاه داستانی گریپ‌فروت
- کوتاه داستانی ترخیص
- مستندهای سمفونی خیابان
- مستنداز ایران یک جدایی
- مستند در جستجوی فریده[۲]
- کوتاه داستانی ملاقات

## جوایز
- دو جایزه ویژه دبیر جشنواره سینماحقیقت (از ایران یک جدایی، در جستجوی فریده)،
- برنده جایزه ویژه‌ي دبیر جشنواره از هفتمین جشنواره بین المللی سینماحقیقت (از ایران یک جدایی)
- نامزد دریافت جایزه بهترین فیلم مستند اجتماعی از هفتمین جشنواره بین المللی سینماحقیقت.(از ایران یک جدایی)
- حضور در بخش مسابقه جشنواره بین المللی فیلم وزول فرانسه 2014 (از ایران یک جدایی)
- حضور در بخش مسابقه جشنواره بین المللی فیلمهای مستند الجزیره، قطر – 2014 (از ایران یک جدایی)
- حضور در جشنواره بین المللی فیلمهای مستند کپنهاگ(CPH:DOX)، دانمارک- 2014 (از ایران یک جدایی)
- حضور در جشنواره بین المللی فیلمهای مستند اکراین - 2014 (از ایران یک جدایی)
- حضور در جشنواره فیلمهای ایرانی کلن آلمان - 2014 (از ایران یک جدایی)
- حضور در جشنواره بین المللی فیلم گرانادا، اسپانیا- 2015 (از ایران یک جدایی)
- پخش شده از شبکه‌های تلویزیونی: (از ایران یک جدایی) Cine+(France)، Channel4(UK)، DR TV(Denmark)، Ceska TV(Czech Republic
- نامزد در هفت رشته در یازدهمین دوره جشنواره بین المللی سینما حقیقت (در جستجوی فریده)
- جایزه ویژه دبیر جشنواره سینما حقیقت (در جستجوی فریده)
- جایزه بهترین فیلم بخش هنر و تجربه در جشنواره سینما حقیقت (در جستجوی فریده)
- جایزه بهترین تدوین در جشنواره سینما حقیقت (در جستجوی فریده)
- جایزه بهترین موسیقی در جشنواره سینما حقیقت (در جستجوی فریده)
- جایزه ویژه رئیس جمهور تاتارستان در جشنواره کازان روسیه به عنوان انسانیت در سینما (در جستجوی فریده)
- جایزه بهترین فیلم مستند از آکادمی خانه سینما (در جستجوی فریده)
- دیپلم افتخار بهترین کارگردانی از جشن مستقل مستند خانه سینما (در جستجوی فریده)
- جایزه بهترین مستند سال ۹۶ از آکادمی سینماسینما (در جستجوی فریده)
- نامزد بهترین کارگردانی در جشنواره فیلم کوتاه تهران ۱۳۹۶ (فیلم کوتاه ترخیص)
- نامزد بهترین صدا در جشنواره فیلم کوتاه تهران ۱۳۹۶ (فیلم کوتاه ترخیص)
- حضور در جشنواره بین المللی فیلم کوتاه Aspen آمریکا و جشنواره بین المللی زنان سئول (فیلم کوتاه ترخیص)
- برنده جایزه از هشتمین جشنواره سراسری طنز سوره. ۱۳۹۰( فیلم کوتاه گریپ فروت )
- کاندید بهترین فیلم اولی در بخش مسابقه فیلم کوتاه دانشجویی نهال ۱۳۸۸ ( فیلم کوتاه ماژور )
- حضور در بیش از ۴۰ فستیوال بین المللی از جمله فستیوال فیلم کلرمون فرند فرانسه و پالم اسپیرینگ آمریکا ( فیلم کوتاه ملاقات )
- جایزه. بهترین فیلم کوتاه از جشنواره بین المللی Biennal Dona i Cinema  اسپانیا ( فیلم کوتاه ملاقات )
- جایزه بهترین کارگردانی از جشنواره بین المللی FILMAY Short Film Festival مقدونیه ( فیلم کوتاه ملاقات )

## منایع
1. ↑  «آزاده موسوی». irandocfest. بایگانی‌شده از اصلی در ۱۵ ژوئیه ۲۰۲۰. دریافت‌شده در ۱۵ ژوئیه ۲۰۲۰.
2. ↑  «آزاده موسوی: «در جستجوی فریده» به عنوان اولین فیلم تاریخ سینمای ایران از طریق کمک‌های مردمی ساخته شده‌است!». diibache. دریافت‌شده در ۱۵ ژوئیه ۲۰۲۰.